# Závada (przystanek kolejowy)
Závada – przystanek kolejowy w Zawadzie, kraju morawsko-śląskim, w Czechach. Znajduje się na wysokości 220 m n.p.m.

## Historia
Przystanek został otwarty latem 1939 roku. Składa się z dwóch peronów z wiatami. W 2002 roku został zmodernizowany. Od 11 grudnia 2011 roku funkcjonuje jako przystanek na żądanie. W ramach modernizacji trasy infrastruktura przystanku zostanie przebudowana.